# 4167 Ріман
4167 Ріман (4167 Riemann) — астероїд головного поясу, відкритий 2 жовтня 1978 року.
Тіссеранів параметр щодо Юпітера — 3,370.